# Eerste Continentaal Congres

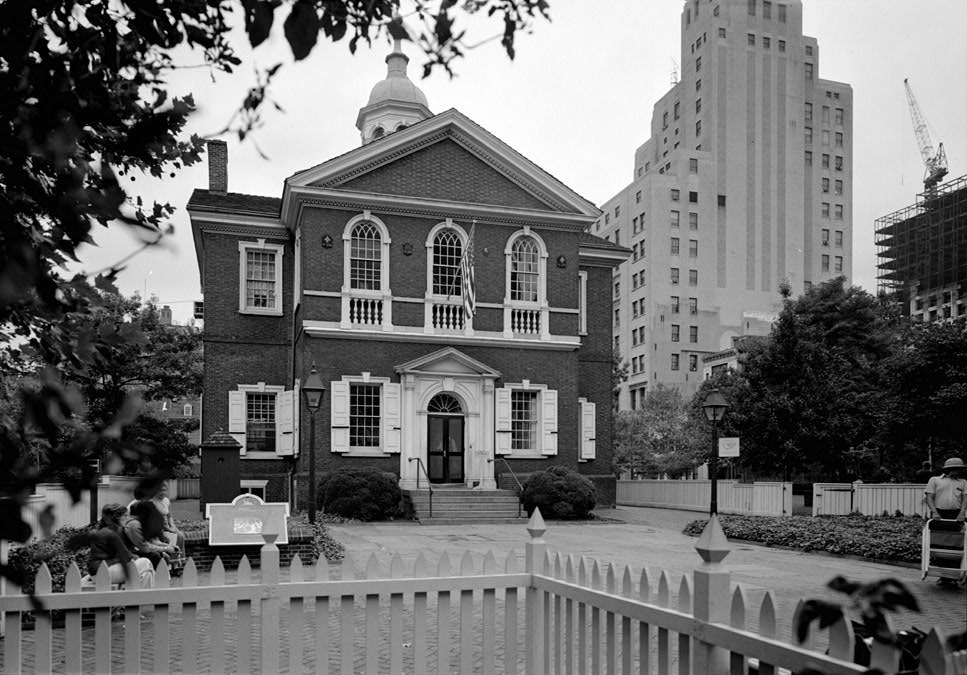
Carpenters Hall

Het Eerste Continentaal Congres was een conventie van 56 afgevaardigden van 12 Brits-Amerikaanse koloniën die bijeenkwam in Carpenters Hall in Pennsylvania van 5 september tot 26 oktober 1774. Het werd op 10 mei 1775 formeel ontbonden. Voorzitter was de herenboer Peyton Randolph uit Virginia. 
Het was een antwoord op de goedkeuring van de Coercive Acts ( of Intolerable Acts genoemd door de Amerikaanse kolonialen) door het Britse Parlement, die in feite een straf waren voor Boston naar aanleiding van de Boston Tea Party.
Er waren op dat moment 13 koloniën maar Georgia verkoos geen afgevaardigden te sturen, in de hoop hulp te krijgen van de Britse overheid bij problemen met Indianen in zijn grensgebied. 
Het doel was om te overleggen over passende reacties. Zo werd op 20 oktober 1774 het associatieartikel voorgelegd, waarmee de koloniën elkaar gezamenlijk verplichtten tot een boycot van Britse goederen vanaf 1 december 1774. Hierdoor daalde de import met 97%. Ook werd gedreigd met een stopzetting van de export naar Groot-Brittannië.
Er werd ook opgeroepen tot een tweede congres op 10 mei 1775 waarbij ook Québec, Saint John’s Island, Nova Scotia, Georgia, Oost-Florida en West-Florida werden uitgenodigd. Met uitzondering van Georgia gingen deze er niet op in. 

## Leden en afgevaardigden
| New Hampshire Colony - Nathaniel Folsom - John Sullivan Province of Massachusetts Bay - John Adams - Samuel Adams - Thomas Cushing - Robert Treat Paine Colony of Rhode Island and Providence Plantations - Stephen Hopkins - Samuel Ward Colony of Connecticut - Silas Deane - Eliphalet Dyer - Roger Sherman Province of New York - City and County Albany, City and County New York, Dutchess County en Westchester County - Thomas Janson - James Duane - John Jay - Philip Livingston - Isaac Low - Kings County - Simon Boerum - Orange County - John Haring - Henry Wisner - Suffolk County - William Floyd Province of New Jersey - Stephen Crane - John De Hart - James Kinsey - William Livingston - Richard Smith | Province of Pennsylvania - Edward Biddle - John Dickinson - Joseph Galloway - Charles Humphreys - Thomas Mifflin - John Morton - Samuel Rhoads - George Ross New Castle, Kent, and Sussex, on Delaware - Thomas McKean - George Read - Caesar Rodney Province of Maryland - Samuel Chase - Robert Goldsborough - Thomas Johnson - William Paca - Matthew Tilghman Colony and Dominion of Virginia - Richard Bland - Benjamin Harrison V - Patrick Henry - Richard Henry Lee - Edmund Pendleton - Peyton Randolph - George Washington Province of North Carolina - Richard Caswell - Joseph Hewes - William Hooper Province of South Carolina - Christopher Gadsden - Thomas Lynch Jr. - Henry Middleton - Edward Rutledge - John Rutledge |